# ده بر (قيلاب)
ده بر (بالفارسية: ده‌بر) هي قرية تقع في قسم قيلاب الريفي، بمقاطعة أنديمشك التابعة لمحافظة خوزستان، إيران.